# Región de Haute Matsiatra
Haute Matsiatra es una región en Madagascar. Limita con la región de Amoron'i Mania en el norte, Vatovavy-Fitovinany en este, Ihorombe en el sur y Atsimo Andrefana en el oeste. La capital de la región es Fianarantsoa, y la población se estimaba en 1.128.900 habitantes en 2004. La zona tiene 21.080 kilómetros cuadrados (8.139 millas cuadradas).
La región se divide en cinco distritos (población en julio de 2014):
- Distrito de Ambalavao 215,094
- Distrito de Ambohimahasoa 220,525
- Distrito de Fianarantsoa I 195,478
- Distrito de Ikalamavony 91,797
- Distrito de Isandra 132,971
- Distrito de Lalangina 174,165
- Distrito de Vohibato 201,666